# Otto Schmidt (Politiker, 1889)
Otto Schmidt (* 6. Oktober 1889 in Talheim; † 22. September 1946 in Stuttgart) war ein deutscher Politiker (Zentrum).

## Leben
Schmidt, Sohn eines Land- und Gastwirts sowie katholischer Konfession, studierte Staats- und Wirtschaftswissenschaften in Tübingen. Er war Mitglied der katholischen Studentenverbindungen KStV Alamannia Tübingen und KStV Ottonia München im KV. Er wurde 1920 zum Dr. rer. pol. bei Franz Gutmann in Tübingen promoviert. Danach war er Regierungsrat und zuletzt Oberregierungsrat im MdKS in der Abteilung Höhere Schulen.
Von 1932 bis 1933 war er Mitglied des Landtags des freien Volksstaates Württemberg. Bei der Landtagswahl im April 1933 kandidierte er erfolglos auf Platz 13 der Landesliste.
Im Zweiten Weltkrieg leistete er Kriegsdienst als Oberstleutnant der Reserve. 1945 kam er in Kriegsgefangenschaft und 1946 wurde er erneut als Oberregierungsrat im Kultusministerium von Württemberg-Baden tätig.